# 豊岡市立日高小学校
豊岡市立日高小学校（とよおかしりつ ひだかしょうがっこう）は、兵庫県豊岡市日高町にある公立小学校。地元での通称は「日高小」。

## 沿革

### 経緯
兵庫県豊岡市により設立された小学校である。もともとは私立であったが、1899年4月、江原村に移管され、村立となった。その後、町村合併や学校教育法施行等により日高町立となった。2005年4月、日高町が合併により豊岡市となり、現在は豊岡市立の小学校となっている。
2023年4月には、隣接する豊岡市立静修小学校と統合し、統合後の学校名、校歌、校章および校旗等は、現在の日高小学校のものを使用することとなった。

### 年表
- 1896年（明治29年）4月1日 - 江原村に私立江原高等小学校設立
- 1899年（明治32年）4月1日 - 私立江原高等小学校を江原村に移管し、村立日高尋常高等小学校と改称
- 1941年（昭和16年）4月1日 - 国民学校令施行により日高国民小学校と改称
- 1947年（昭和22年）4月1日 - 学校教育法施行により日高町立日高小学校と改称
- 1963年（昭和38年）4月1日 - 創立記念日を5月1日と決定
- 1971年（昭和46年）4月1日 - 国鉄より「C58機関車」の貸与を受け設置（静態保存）
- 1989年（平成元年）11月11日 - 校舎新改築竣工式
- 2005年（平成17年）4月1日 - 新市発足に伴い、「豊岡市立日高小学校」と改称
- 2017年（平成29年）4月 - 日高中学校区　施設分離型小中一貫教育スタート
- 2019年（平成31年）1月 - 文部科学省「キャリア教育優良学校」表彰
- 2023年（令和5年）4月 - 豊岡市立静修小学校を統合

## 学校教育目標
- 自ら学ぶ子　学び合う子（令和４年度）

## 校章
- 校章は三種の神器がモチーフ
- 背景に鑑を置き、中央に剣、その左右に玉を１つずつ並べ、漢字の「小」を形作る。

## 児童数
| 学年     | 学級数 | 児童数 |
| -------- | ------ | ------ |
| 1年      | 2      | 58     |
| 2年      | 2      | 45     |
| 3年      | 3      | 71     |
| 4年      | 2      | 64     |
| 5年      | 3      | 85     |
| 6年      | 2      | 67     |
| 特別支援 | 2      | 8      |
| 合計     | 16     | 398    |

## 卒業後の進路
- 豊岡市立日高東中学校
- 近畿大学附属豊岡高等学校・中学校

## 学校行事
- 修学旅行
- 自然学校 (兵庫県)
- 持久走記録会
- 中学校授業・部活動見学
- リサイクル活動
- スキー教室

## 周辺
- 円山川
- 但馬国分寺跡
- 但馬国府・国分寺館
- 豊岡市役所日高振興局（旧・日高町役場）
- 豊岡市立図書館日高分館、祢布ヶ森遺跡公園
- 兵庫県立日高高等学校
- フジテックビッグステップ

## 交通アクセス
- 西日本旅客鉄道（JR西日本）山陰本線江原駅で下車し、西へ350m。

## 通学区域が隣接している学校
- 豊岡市立三方小学校
- 豊岡市立八代小学校
- 豊岡市立府中小学校
- 豊岡市立福住小学校
- 養父市立伊佐小学校
- 養父市立宿南小学校